# Medal Nagrody
Medal Nagrody, nazwa pełna: Medal Królewski Nagrody (duń. Den Kongelige Belønningsmedalje) – duńskie cywilne odznaczenie ustanowione 4 września 1865 przez króla Christiana IX z dynastii Oldenburskiej.

## Charakterystyka
Podzielony jest na pięć stopni:
1. Medal Królewski Nagrody 1. stopnia z koroną i inskrypcją (Den Kongelige Belønningsmedalje af 1. grad med krone og inskription, skr. B.M.1*.m.Inskrip.),
2. Medal Królewski Nagrody 1. stopnia z koroną (Den Kongelige Belønningsmedalje af 1. grad med krone og inskription, skr. B.M.1*.),
3. Medal Królewski Nagrody 1. stopnia (Den Kongelige Belønningsmedalje af 1. grad, skr. B.M.1.),
4. Medal Królewski Nagrody z koroną (Den Kongelige Belønningsmedalje med krone, skr. B.M.2*.),
5. Medal Królewski Nagrody (Den Kongelige Belønningsmedalje, skr. B.M.2.)[2][3][4].

Pierwszy stopień nadawany jest niezwykle rzadko za samodzielną i wyjątkową zasługę, jako wyjątkowe wyróżnienie osobiste od panującego monarchy. 
Choć nie zostało to opisane w statutach to przez lata utarła się praktyka, że pozostałe stopnie otrzymuje się za długoletnią pracę w prywatnych przedsiębiorstwach, zwykle za 50 lat zasłużonej pracy w jednym przedsiębiorstwie, a w przypadku rezygnacji po 40 latach. Nie dotyczy to jednak właścicieli, współwłaścicieli, małżonków tychże ani pracy charytatywnej. Stopień nadawanego medalu uzależniony jest od pozycji lub stanowiska pełnionego w danej firmie. Podanie o odznaczenie składa się do departamentu ministerstwa odpowiedniego dla obszaru lub dziedziny działalności pracodawcy składającego prośbę.
Jego odpowiednikiem przyznawanym za podobne osiągnięcia urzędnikom i pracownikom państwowym jest Medal Królewski Zasługi.
Zanim kobiety zostały dopuszczone w 1951 do Orderu Danebroga, mogły otrzymać zamiast tego złoty medal z koroną na wstążce tego orderu wiązanej w kokardę.

## Wygląd
Medal ma średnicę 28 mm, a pierwsze trzy stopnie są złote (właśc. z pozłacanego srebra), a dwa najniższe są srebrne. Na awersie umieszczony jest wizerunek aktualnie panującego władcy – profil zwrócony w prawo (dla patrzącego) i otoczony napisem „MARGARETHA II REGINA DANIÆ” (pol. „MAŁGORZATA II KRÓLOWA DANII”), a na rewersie znajduje się wieniec z liści dębowych, wewnątrz którego znajdować się może inskrypcja (oczywiście tylko w 1. stopniu) z zasługą odznaczanego, jego imieniem i nazwiskiem oraz datą.
Medal mocowany jest do wstążki obecnie wiązanej w pięciokąt, w kolorze czerwonym z białym krzyżem na całej długości.
Za panowania fundatora medalu miał on średnicę 31 mm, a na rewersie znajdował się wizerunek skrzydlatego geniusza w prawej ręce trzymającego wieniec laurowy wiązany kokardą, a pochodnię w lewej (podobny do tego, jaki umieszczono w Medalu „Ingenio et arti”). 

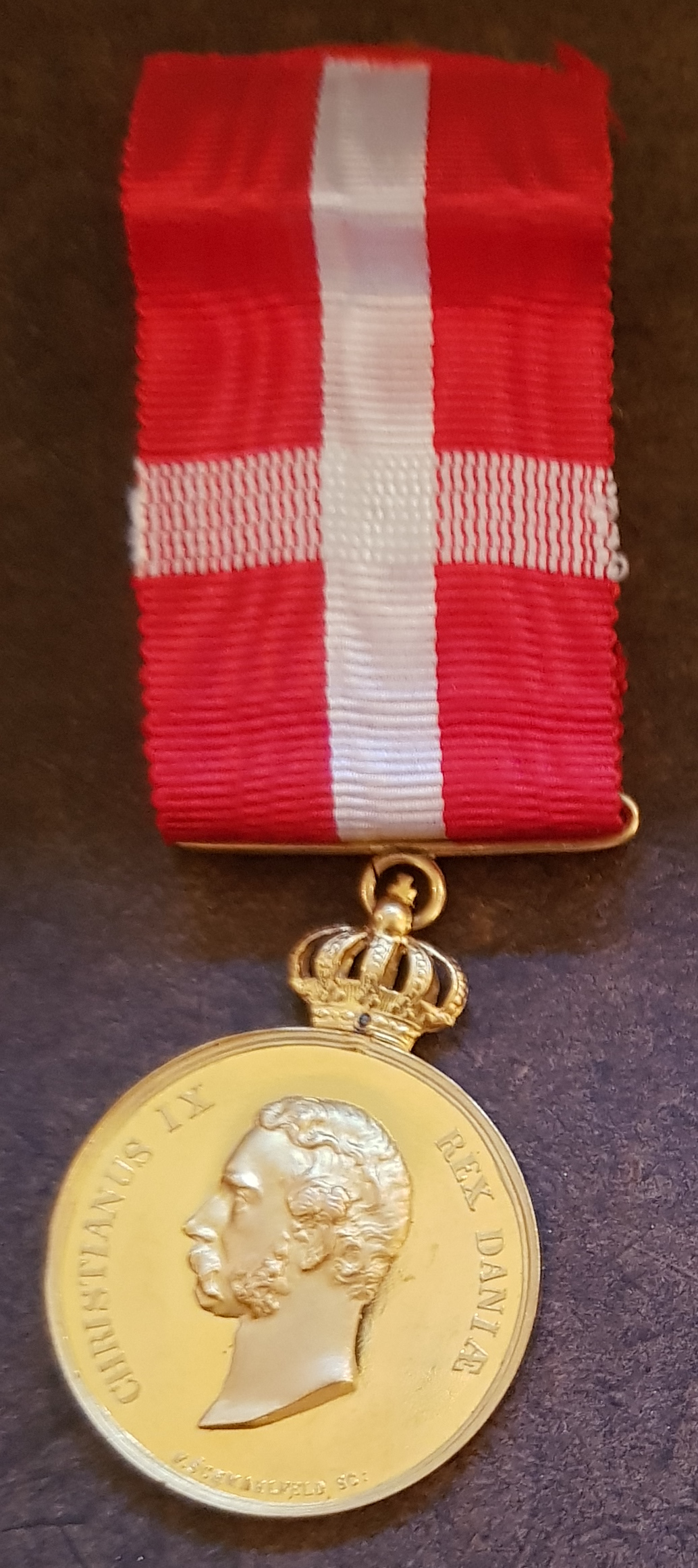
Złoty Medal Lokajów z Koroną.

Istniała wówczas też mniejsza wersja złotego medalu przeznaczonego dla służby monarszego dworu: „Mniejszy Złoty Medal” o średnicy 25 mm zwany „Medalem Lokajów” (Den mindre Guldmedaille tzw. Lakajmedaillen), nadawany w wersji z koroną lub bez niej (istnieje dodatkowa, próbna wersja wykonana ze srebra i z koroną, nienadawana i przeznaczona wyłącznie do celu wystawowego).

## Kolejność starszeństwa
W duńskiej kolejności starszeństwa odznaczeń 1. stopień Medalu Nagrody znajduje się za Medalem Pamiątkowym 50-lecia od Przybycia Królowej Ingrid do Danii, a przed Medalem za Czyn Szlachetny. Pozostałe stopnie ułożone są razem wg ich numerów (2 – 3 – 4 – 5), z czego 2. stopień znajduje się za Srebrnym Medalem Zasługi, a 5. stopień przed Medalem Pamiątkowym Króla Christiana X za Udział w Wojnie 1940-45.

## Odznaczeni
Obecnie (wrzesień 2021) żyje osiem osób, które zostały odznaczone najwyższym stopniem medalu, m.in. jedyny duński astronauta Andreas Mogensen.